# Поспелов, Артём Андреевич
Артём Андре́евич Поспе́лов (укр. Артем Андрійович Поспєлов; род. 11 января 1998, Бердичев, Житомирская область) — украинский футболист, вратарь житомирского «Полесья».

## Биография
Воспитанник молодёжной академии донецкого «Шахтёра». С 2015 по 2016 год выступал за «горняков» в юношеском чемпионате Украины. В начале марта 2017 года отправился в аренду в «Арсенал-Киев», но играл исключительно за команду U-19 (9 матчей).
В преддверии старта сезона 2017/18 годов подписал контракт с «Мариуполем». Дебютировал в футболке горожан 31 октября 2018 в проигранном (1:3) выездном поединке 1/8 финала кубка Украины против петровского «Ингульца». Артём вышел на поле в стартовом составе, а на 20-й минуте получил красную карточку. 18 июня 2020 года продлил соглашение с клубом до лета 2023 года. В Премьер-лиге дебютировал 19 июля 2020 года в победном (2:0) выездном поединке 32 тура против «Львова». Поспелов вышел на поле в стартовом составе и отыграл весь матч.